# Прачечная

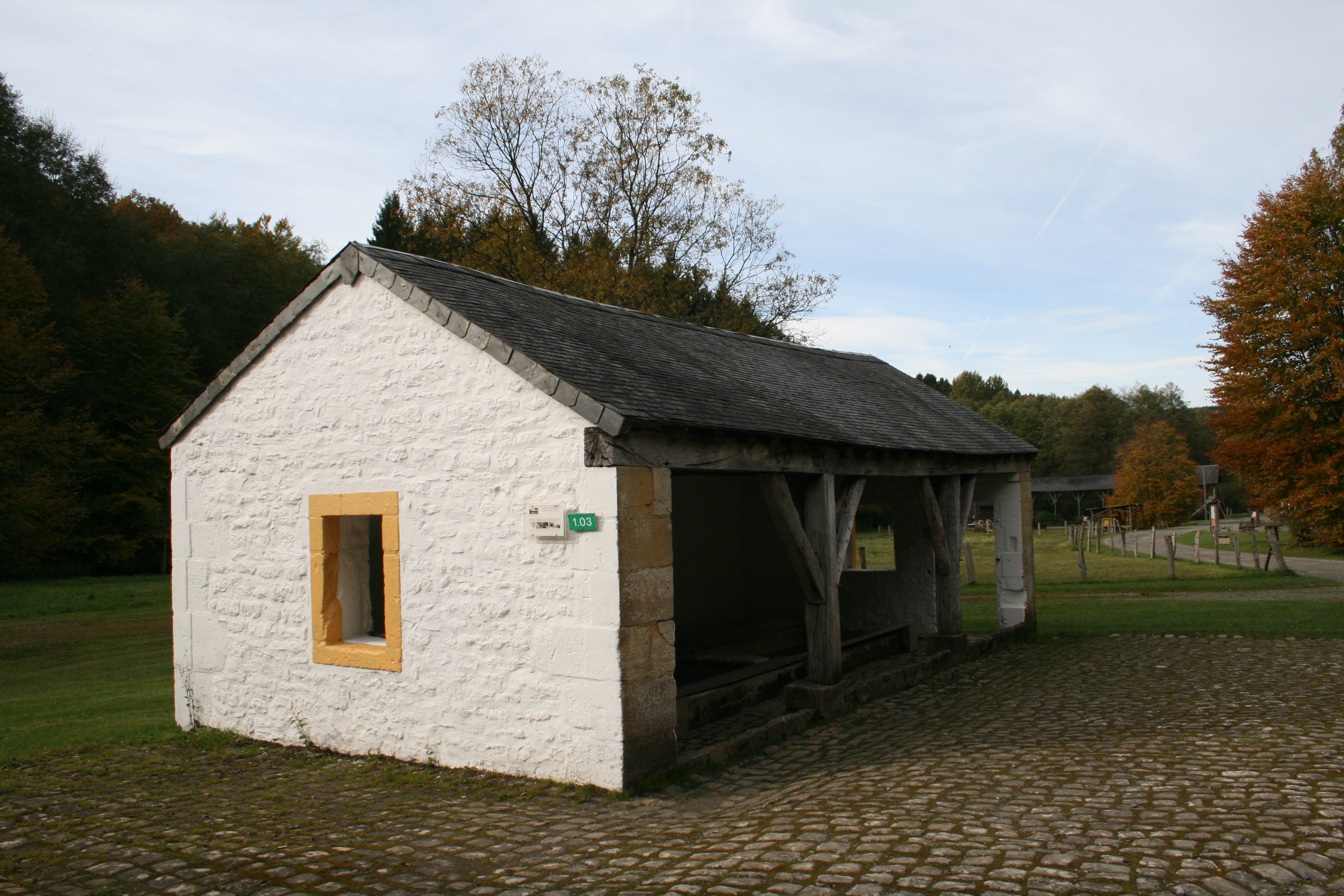
Прачечная конца XIX века. Музей сельского быта в Сент-Юбер, Бельгия

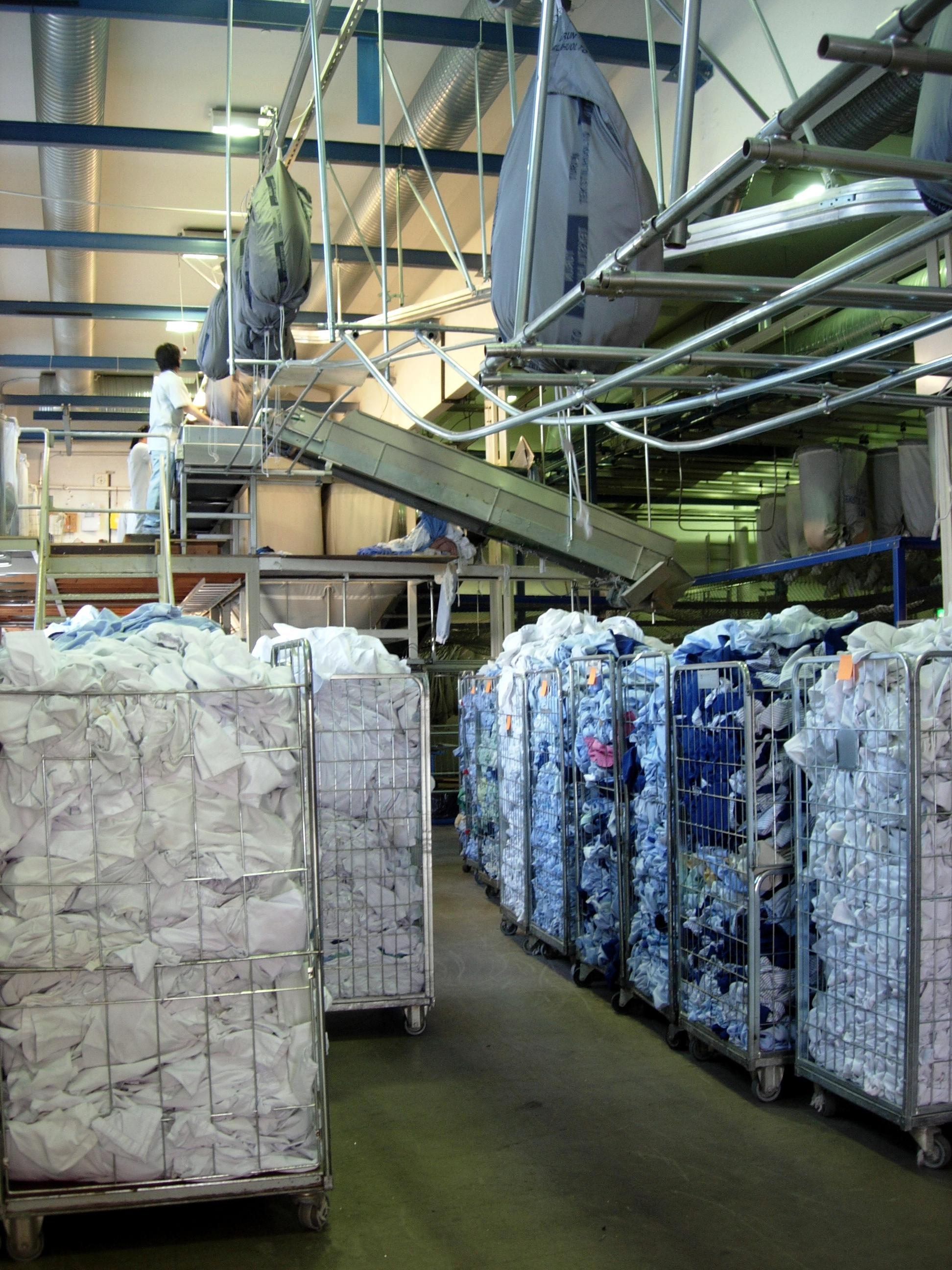
Сортировка белья в промышленной прачечной

Пра́чечная — предприятие бытового обслуживания, производящее стирку и последующую обработку белья. Услугами прачечных пользуются, как правило, предприятия и организации, которым требуется большое количество чистого белья — больницы, гостиницы и т. п.
Размещается вне жилых помещений, в отличие от постирочных комнат. Обычно прачечные работают с восьми утра до восьми вечера по местному времени.

## Стадии процесса
Грязное белье, попадающее в прачечную, проходит процесс, состоящий из нескольких стадий. Для начала необходимо заполнить специальный бланк заказа, где отмечаются требуемые услуги.

### Сортировка
Поскольку бельё из разных типов ткани требует разных режимов стирки, то после поступления белья в прачечную все бельё сортируется и раскладывается по контейнерам с однотипным бельём.

### Стирка
Стирка белья в прачечных производится в промышленных стиральных машинах, которые отличаются от домашних. Стиральные машины управляются оператором, которые составляет график стирки различных видов белья и следит за достаточным количеством моющих средств.
Сильно-загрязнённое бельё жирами и белковыми веществами, бельё медицинских учреждений, а также с целью профилактики педикулёза, фтириаза, распространения постельных клопов и некоторых инфекций бельё предварительно перед непосредственно стиркой подвергается бучению в бучильниках или комбинированных промышленных стиральных машинах поддерживающих функцию бучения.

### Полоскание
В индустриальных прачечных процесс полоскания включён в процесс стирки. Основная задача полоскания — вымывание остатков моющих веществ из волокон тканей. Для полоскания используется вода более жесткая по сравнению с той, что используется для стирки, что нужно для лучшей связи компонентов моющих веществ.
Вода после полоскания может использоваться для замачивания последующей партии белья. Этот алгоритм применяется на промышленных прачечных и постепенно внедряется в коммерческие прачечные в гостиницах, домах отдыха и других объектах размещения.

### Сушка
Сушка — процесс тепломассообмена. При котором горячий нагретый воздух выводит из волокон изделия воду, унося её с собой. Горячий влажный воздух выбрасывается в атмосферу.
В современных прачечных сушильные барабаны используются для растряски хлопчтобумажного белья после стирки и отжима. Далее прямое белье направляется на глажку.
Сушке поддвергаются фасонные изделия и прямые махровые изделия.

### Глажка
Глажка (Сушка) производится на специализированных сушильных машинах со специальным барабаном (каландры), на котором температура достигает 170 градусов и выше. Машина сушит, гладит, и складывает белье.

## Досуг работников прачечной
Важно грамотно организовать досуг для работников чтобы избежать их переутомления. Обязательно обеспечение им перерывов, чтобы сотрудники могли покурить или выпить чаю или кофе.